# Azarmedûkht
Azarmedūkht (persan : آزرمی‌دخت : Āzarmīdoḵt, Arzmīdoḵt, Arzmīndoḵt, Āzarūmīddoḵt) est une impératrice d'Iran de la dynastie des Sassanides. Fille de Khosro II et sœur cadette de Bûrândûkht, elle ne règne que quelques mois entre décembre 630 et mars 631. L'histoire des règnes des deux sœurs et au-delà de l'ensemble de la période 628-632 a fait l'objet d'une récente réinterprétation.

## Règne
Azarmedūkht est portée sur le trône par le parti des « Parsig » opposés à sa sœur et aux soutiens de cette dernière.
Selon Mirkhond, n’osant refuser le mariage et le trône au noble Farrukh Hormidz de Reyy, de la famille féodale parthe des Ispahbudhān, qui s'était proclamé roi sous le nom royal d'« Hormizd V », elle le fait assassiner avec l'aide de Siyavakhsh-i-Razi, un noble Pahlav rival de la maison de Mihran. Parvanneh Pourshariati identifie cet « Hormizd » à « Xorhox Ormudz un prince d’Atropatène » évoqué par Sébéos. Farrukh Hormidz est en fait un cousin de la reine, fils de Vindūyih, le frère de l'usurpateur Vistahm, l'oncle de Khosro II, qui appartient à la famille féodale parthe des Ispahbudhān dont la puissance est centrée sur le Khorassan.
Le fils de Farrukh Hormizd V, le général Rostam Farrokhzad, venge son père en s’emparant de la capitale Ctésiphon, il détrône la reine et lui crève les yeux. La reine est ensuite mise à mort et Bûrândûkht est portée sur le trône une seconde fois, mais elle meurt de maladie un an après.
C'est pendant le règne d'Azarmedûkht que se situe la tentative de prise du pouvoir d'un autre « sassanide légitime » : Khosro IV.